# Parco dei sopravvissuti (Łódź)
Il Parco dei Sopravvissuti (in polacco: Parco Ocalałych) è un parco della città di Łódź che commemora le persone che hanno attraversato il ghetto Litzmannstadt che esistette durante la seconda guerra mondiale e fu usato come uno degli elementi del piano per sterminare gli ebrei del Terzo Reich. Il parco è stato ufficialmente inaugurato il 30 agosto 2004, nel 60º anniversario della liquidazione del ghetto. Progettato da Grażyna Ojrzyńska, si trova nell'ex territorio del ghetto di Łódź.

## Descrizione

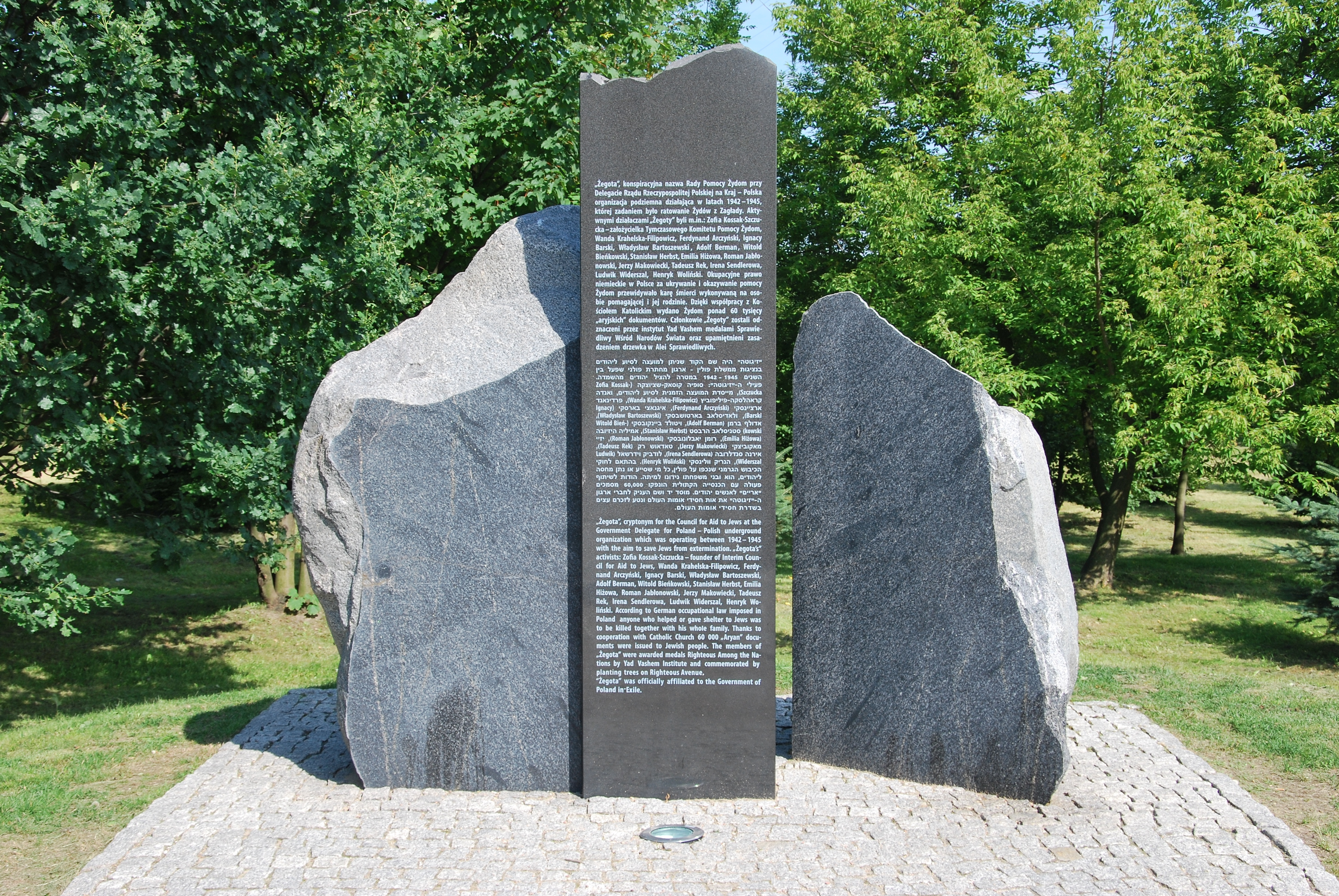
Il monumento dedicato a Żegota

L'ideatrice del parco fu Halina Elczewska, che sopravvisse al ghetto di Łódź (fu trasportata dal ghetto ad Auschwitz e poi a Ravensbrück). Fu anche la prima a piantare il suo "albero della memoria". Sotto una delle due monumentali querce è posizionato il monumento, un masso trovato nel parco che commemora i tragici eventi del 1940-1944. Ha iscrizioni in quattro lingue: polacco, inglese, ebraico e yiddish.
In seguito i 418 sopravvissuti all'Olocausto che sono riusciti a raggiungere Łódź hanno piantato i loro alberi: querce, aceri, tigli, betulle, carpini, faggi, pini, abeti rossi e larici. Gli alberi sono stati numerati e inseriti in un registro; ai sopravvissuti è stato consegnato un certificato con il nome e il numero dell'albero. Lungo il viale Arnold Mostowicz sono state posizionate le targhe con il cognome e il numero dell'albero del sopravvissuto. In totale sono 450 alberi su un'area di un ettaro e mezzo. L'area complessiva del parco è di 8,5 ettari, e comprende anche un bacino idrico sul fiume Łódka. Sono stati inoltre realizzati vicoli e piazze con superficie ghiaiosa-argillosa e cubetti di granito.
Due sono gli elementi principali del parco: il Monumento ai polacchi che salvano gli ebrei durante la seconda guerra mondiale e il Tumulo commemorativo. Il monumento, costruito secondo il progetto di Czesław Bielecki, riporta i simboli delle due nazioni: la statua dell'Aquila bianca e la Stella di David, formata da tavole con i nomi dei polacchi insigniti del titolo di giusti tra le nazioni. Dal Tumulo della memoria di 10 metri, creato all'altra estremità del parco, si apre la veduta sull'area. In cima è collocata una panchina-monumento di Jan Karski.
La costruzione del parco, come impegno a lungo termine, è stata approvata dal Consiglio comunale. I lavori sono iniziati nell'autunno del 2005 con lo sgombero dell'area e la rimozione dei ruderi; il monumento è stato inaugurato nel 2009. Nel parco ha sede il Centro del dialogo Marek Edelman, dove si svolgono conferenze e attività educative.